# Obernau (Sieg)
Die Obernau ist ein 6,3 km langer, nordöstlicher und orographisch rechter Zufluss der Sieg im Stadtgebiet von Netphen im nordrhein-westfälischen Kreis Siegen-Wittgenstein. Sie ist Namensgeberin der Obernautalsperre, durch die sie fließt.

## Name
Der Name leitet sich vom althochdeutschen *Obern-aha mit der Bedeutung „oberes/höher gelegenes Fließgewässer“ ab.

## Verlauf

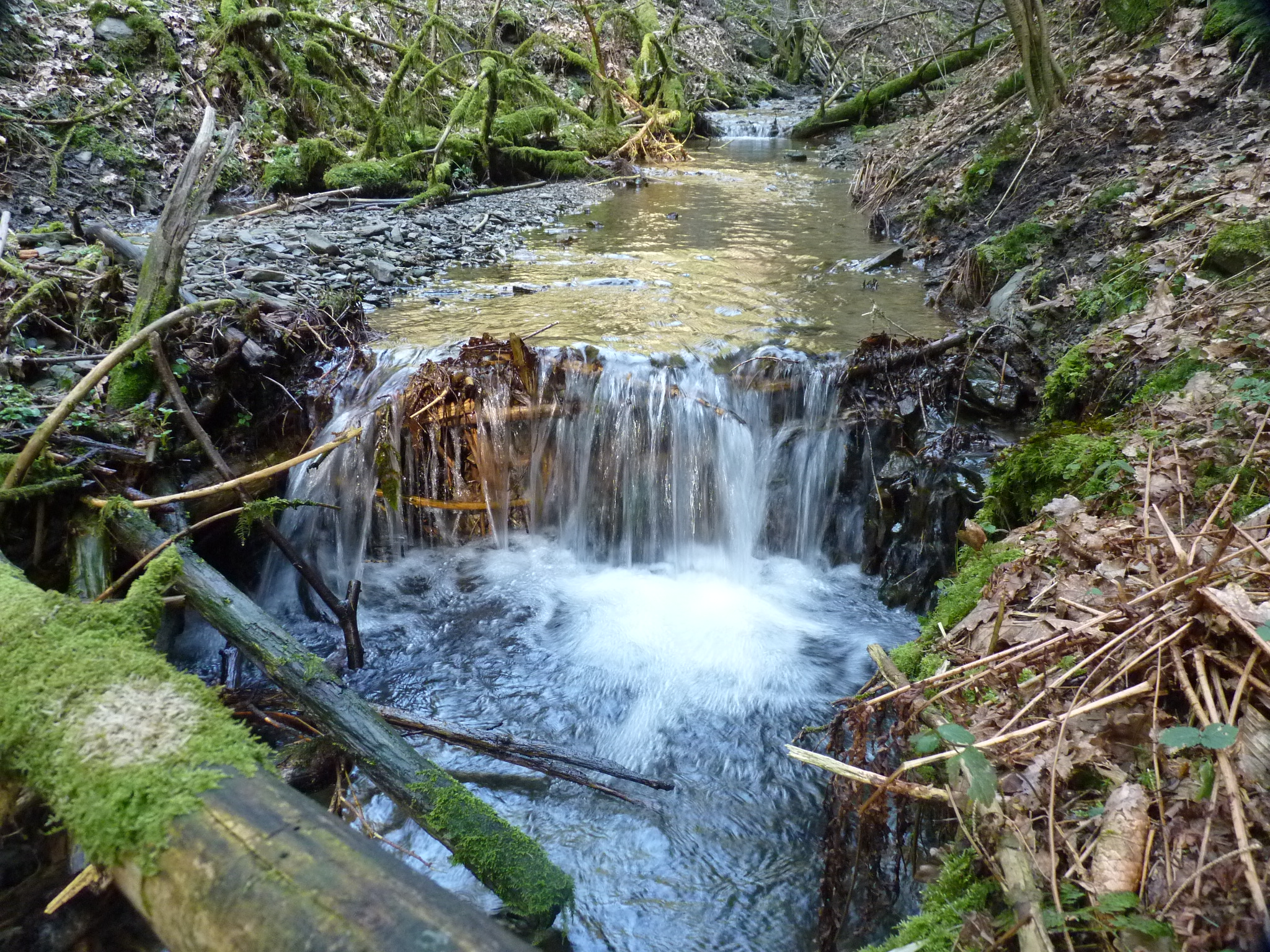
Kleiner Wasserfall der Obernau oberhalb des Vorstaubeckens der Obernautalsperre (März 2015)

### Aktuell
Die Obernau entspringt in den Westausläufern des Rothaargebirges im Naturpark Sauerland-Rothaargebirge. Ihre Quelle liegt südöstlich des nicht von diesem Bach, sondern von der Netphe durchflossenen Netphener Stadtteil Afholderbach auf dem Südhang des Übergangsbereichs von Breitem Berg (629,2 m ü. NHN) im Osten und Alter Burg (633 m) im Westen auf etwa 520 m Höhe.
Zunächst fließt die Obernau etwa nach Süden. Nach etwas mehr als 650 m Fließstrecke schwenkt sie nach Südwesten ab. Dort treffen zwei Zuflüsse auf die Obernau: Ein relativ langer linker Zufluss, der nordöstlich vom Sanktkopf (606 m) und westlich vom Forsthaus Hohenroth (ca. 637,5 m) entspringt, einige kurze Versickerungsstrecken (ähnlich den Bachschwinden in Karstgebieten) aufweist und dann zum Teil in alten Brunnenfassungen wieder zu Tage tritt, sowie ein rechter Zufluss, der auf der Südostflanke des Berges Alte Burg entspringt.
Nach etwa 900 m erreicht die Obernau auf 394 m Höhe das nordöstliche von insgesamt zwei Vorstaubecken, das auf 394 m Höhe liegt und etwa 220 m lang ist, und nach weiteren 600 m und Zufließen eines weiteren linksseitigen und vom Sanktkopf kommenden Zuflusses die Obernautalsperre auf 369,7 m Höhe. Aus deren Staudamm fließt der Bach in westlicher Richtung heraus und dann auf etwa 2,9 km durch den Netphener Ortsteil Brauersdorf, wobei er einen kleinen Bogen nach Südwesten und direkt danach wieder nach Westen macht, und durch die Netphener Gemarkung Obernetphen.
In Obernetphen mündet die auf ihren letzten Metern von Nordosten heran fließende Obernau – 200 m nach Passieren des Marktplatzes – auf etwa 285 m Höhe in den dort von Südosten kommenden Rhein-Nebenfluss Sieg.

### Vor dem Talsperrenbau

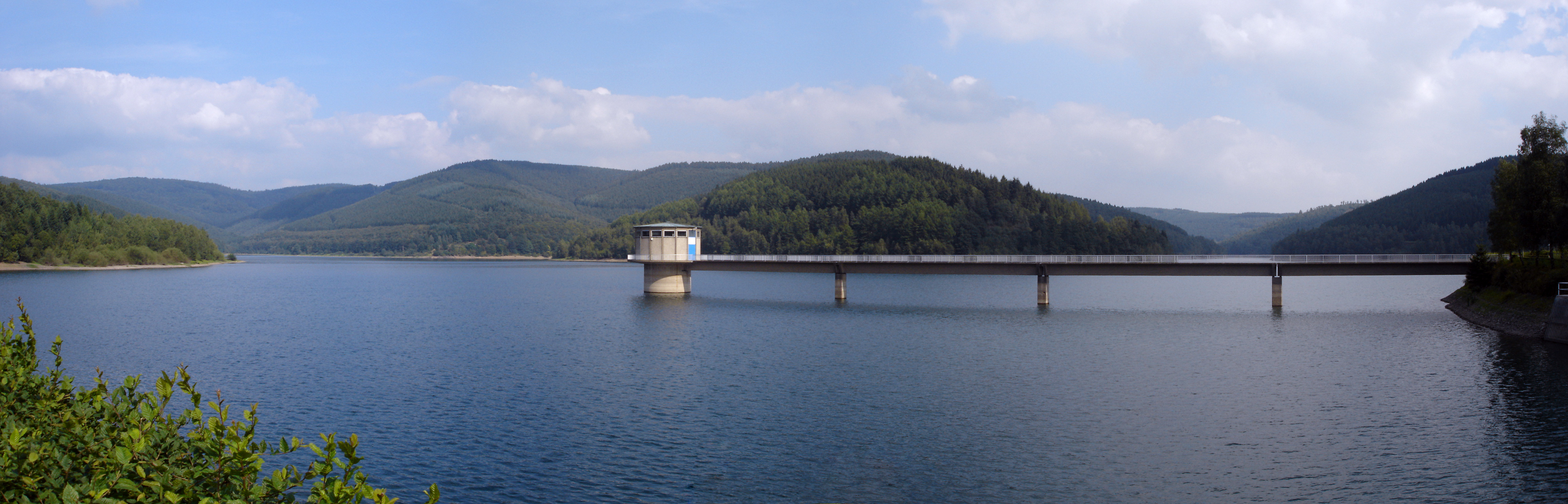
Obernautalsperre

Vor dem Bau der Obernautalsperre (1967–1972) floss die Obernau durch das Obernautälchen mit dem gleichnamigen Ort Obernau in Richtung Brauersdorf. Obernau wurde im Zuge des Talsperrenbaus abgebrochen und läge nun am Ende der Talsperre unter Wasser, im Gegensatz zu Nauholz, das nur teilweise im Talsperrenbereich läge. Ursprünglich nahm die Obernau im Obernautälchen rechtsseitig den Burbach (Leybach) und linksseitig einen namenlosen Zufluss auf, der am Westhang des Berges Sanktkopf entspringt. Diese Zuflüsse münden, wie auch der größte Zufluss der Obernau, der Nauholzbach, heute in die Talsperre.

## Einzugsgebiet und Zuflüsse
Das Einzugsgebiet der Obernau ist 14,89 km² groß. Zu ihren Zuflüssen gehören:
| Name              | Seite  | Länge (km)  | Quell-          | Mündungs-       | EZG (km²) | GKZ        |
| Name              | Seite  | Länge (km)  | höhe (m ü. NHN) | höhe (m ü. NHN) | EZG (km²) | GKZ        |
| ----------------- | ------ | ----------- | --------------- | --------------- | --------- | ---------- |
| namenlos          | links  | 0,88        | 5200            | 4050            |           | 272134-112 |
| namenlos          | links  | 0,91        | 5640            | 3780            |           |            |
| Burbach (Leybach) | rechts | 1,26 + 0,23 | 4600            | 369,7           |           | 272134-194 |
| namenlos          | links  | 1,14 + 0,46 | 5360            | 369,7           |           | 272134-196 |
| Nauholzbach       | links  | 3,95 + 1,86 | 5820            | 369,7           | 6,008     | 272134-2   |
| Feldbach          | rechts | 0,83        | 3870            | 3320            |           | 272134-294 |
| namenlos          | links  | 0,82        |                 | 3080            |           |            |
| namenlos          | links  | 0,30        | 3620            | 3070            |           |            |
| namenlos          | rechts | 0,78        | 3680            | 2920            |           |            |

## Wasserqualität
Die Wasserqualität der Obernau wird vom Ministerium für Klimaschutz, Umwelt, Landwirtschaft, Natur- und Verbraucherschutz des Landes Nordrhein-Westfalen als gering belastet, das heißt mit der Gewässergütestufe 1 bis 2 angegeben.

## Berge
Berge nahe der Obernau sind unter anderem – mit Höhen in Meter (m) über Normalhöhennull (NHN) und etwa bachabwärts betrachtet:
| - Breiter Berg (629,2 m; Quellgebiet) - Alte Burg (633,0 m; rechts) - Sanktkopf (606 m; links) - Leyberg I (512,0 m; rechts) - Schüffel (540,9 m; rechts) - Scharn (496,6 m; rechts) - Sandhelle (515,2 m; links) | - Windhain (462,7 m; rechts) - Leyberg II (498,9 m; rechts) - namenloser Gipfel (504,4 m; rechts) - namenloser Gipfel (479,8 m; links) - Gösberg (461,1 m; links) - Höhhain (411,1 m; links) - Wittig (402,1 m; rechts) |